# Mercedes-AMG F1 W11 EQ Performance
Mercedes-AMG F1 W11 EQ Performance je vůz formule 1 týmu Mercedes-AMG Petronas F1 nasazený pro rok 2020, který si tým navrhl a zkonstruoval pod vedením Jamese Allisona, Johna Owena, Mikea Elliotta. Vozidlo pilotují Valtteri Bottas a Lewis Hamilton. Monopost byl představen 14. února 2020.
Jezdec týmu Williams Racing George Russell jel za tým také při Grand Prix Sachíru 2020 poté, co byl Lewis Hamilton nucen tuto soutěž vynechat, protože měl pozitivní test na SARS-CoV-2. Vůz měl mít premiéru při Velké ceně Austrálie 2020, ale ta byla zrušena a sedm nadcházejících velkých cen v kalendáři bylo zrušeno v reakci na pandemii Covid-19. F1 W11 si odbyla premiéru při Velké ceně Rakouska 2020 přičemž odklad začátku sezóny umožnil týmu vyřešit obavy, které měl ohledně spolehlivosti vozu.
V 17 závodech získal vůz W11 třináct vítězství (jedenáct pro Hamiltona a dvě pro Bottase), patnáct pole position (deset pro Hamiltona a pět pro Bottase), devět nejrychlejších kol (šest pro Hamiltona, dvě pro Bottase a jedno pro Russella), dvanáct uzamčení v první řadě a pět umístění 1-2. Tím si Mercedes zajistil sedmý titul mistra světa konstruktérů Formule 1 v řadě, čímž překonal rekord v počtu po sobě jdoucích mistrovských titulů, který dosud drželo Ferrari. Díky vytvoření mnoha traťových rekordů (absolutně nejrychlejší kolo všech dob) na různých okruzích Formule 1 je vůz W11 považován za jeden z nejlepších závodních vozů všech dob.

## Dual Axis Steering
Model W11 je vybaven systémem, který Mercedes vyvinul pod názvem Dual Axis Steering (DAS), neboli dvouosé řízení, které řidiči umožňovalo nastavit sklon předních kol pro optimalizaci mechanické přilnavosti tahem nebo tlakem na volant. Systém DAS umožňoval řidiči efektivněji zahřívat pneumatiky vozu díky úpravě náklonu, zároveň umožňoval lepší průjezd zatáčkou díky pozitivnímu náklonu, což mělo význam zejména na okruzích s dlouhými rovinkami. Systém DAS byl z vozu odstraněn po skončení šampionátu 2020, protože pro rok 2021 byl zakázán. Konstrukce zadního zavěšení byla oproti předchozímu vozu změněna s cílem snížit nedotáčivost.

## Černý nátěr

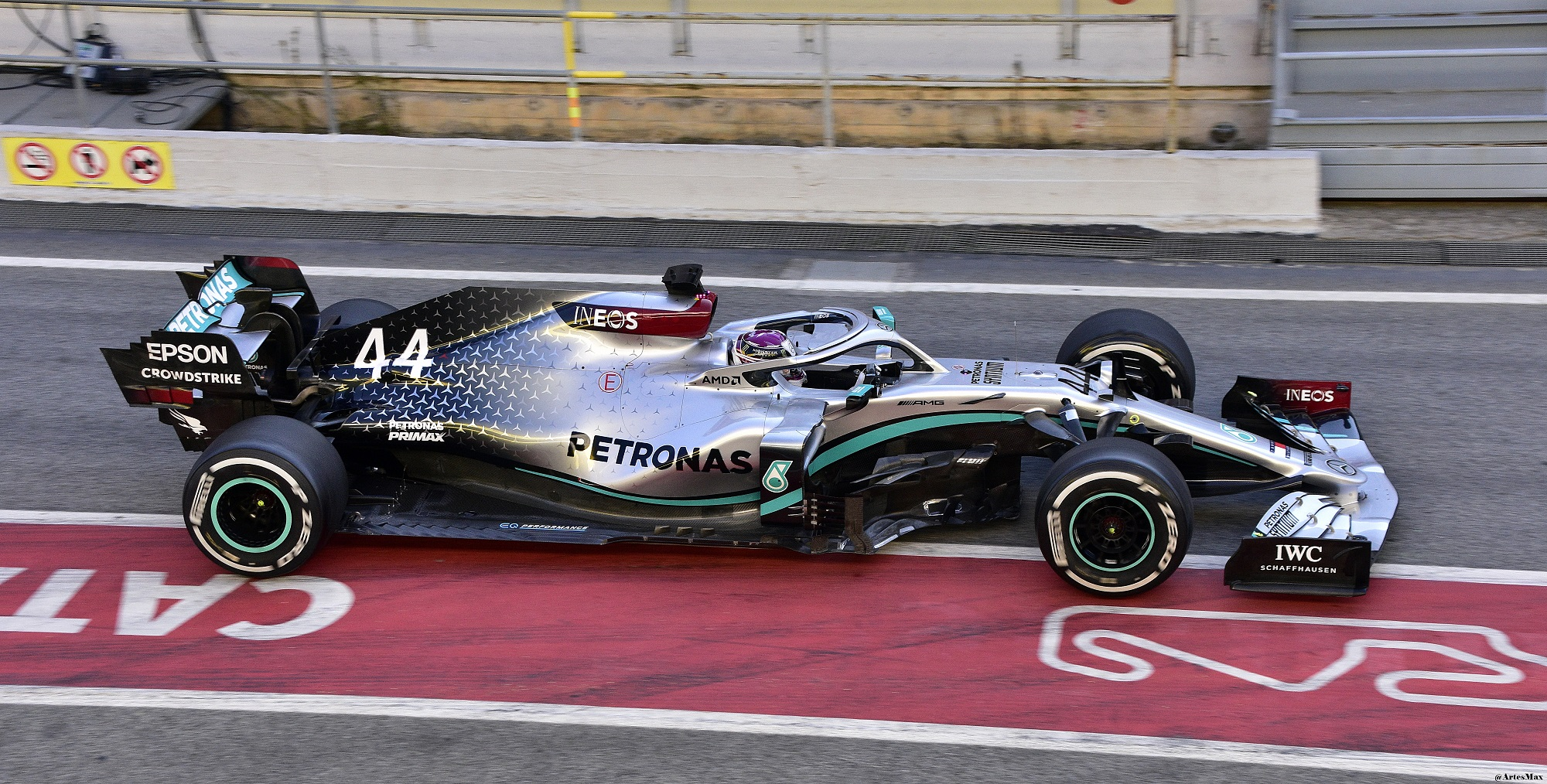
Původní nátěr W11, řízené Lewisem Hamiltonem během předsezónních testů.

Po odložení sezóny a rostoucí celosvětové podpoře hnutí Black Lives Matter bylo koncem června oznámeno, že W11 bude mít jako základní barvu černou namísto tradiční stříbrné, kterou měly jeho předchůdci. Ke změně nátěru dal podnět jezdec Lewis Hamilton, který uvedl, že chce, aby tým vyjádřil svou podporu této věci nejen prostřednictvím příspěvků na sociálních sítích, což vedlo k myšlence přijmout nový nátěr a zahájit snahu o zlepšení rasové diverzity v týmu.

## Průběh sezóny

### Začátek sezóny
Při úvodní Velké ceně Rakouska se Valtteri Bottas kvalifikoval z pole position. Lewis Hamilton se původně kvalifikoval na druhém místě, ale před závodem dostal třímístnou penalizaci za to, že v závěru kvalifikace dostatečně nezpomalil kvůli žlutým vlajkám, a klesl tak na páté místo. Přestože se oba jezdci museli vypořádat s problémy s převodovkou, které se objevily v průběhu závodu, Valtteri Bottas závod vyhrál, což bylo jeho osmé vítězství v kariéře. Lewis Hamilton se rychle vrátil na druhé místo, ale v závěrečných kolech závodu obdržel pětisekundovou penalizaci za způsobení kolize s Alexanderem Albonem. Lewis Hamilton projel cílem jako druhý, ale penalizace ho odsunula na čtvrté místo. Při Velké ceně Štýrska si Lewis Hamilton v silným deštěm ovlivněné kvalifikaci na vybojoval pole position, o více než 1,2 sekundy předstihl nejbližšího soupeře Maxe Verstappena. Lewis Hamilton vedl většinu závodu a získal druhé vítězství pro vozů W11 v řadě, Valtteri Bottas v závěrečných kolech předjel Maxe Verstappena a skončil druhý, přičemž startoval ze čtvrtého místa na roštu.
Při Velké ceně Maďarska se projevilo tempo vozu W11, když Mercedes v kvalifikaci snadno získal 1-2. Lewis Hamilton a Valtteri Bottas překonali svého nejbližšího konkurenta, třetího Lance Strolla, o 0,8 sekundy. Hamilton získal pole position o 0,1 sekundy před Valtteri Bottasem. Lewis Hamilton vyhrál závod a získal tak své druhé vítězství v řadě a celkově osmé na Hungaroringu, čímž vyrovnal rekord v počtu vítězství na jednom místě. Valtteri Bottas udělal chybu na startu, když se těsně před zhasnutím světel mírně rozjel, poté svůj vůz zastavil a pomalu se rozjížděl, přičemž se do první zatáčky propadl na šesté místo. Vyhnul se penalizaci za skokový start a dokázal se vrátit na třetí místo a skončil těsně za druhým Maxem Verstappenem. Při Velké ceně Velké Británie dovedl Lewis Hamilton Mercedes k dalšímu obsazení první řady, když potřetí za sebou získal pole position a o více než 0,3 sekundy předstihl Valtteri Bottase. Valtteri Bottas obsadil druhé místo o 0,7 sekundy před Maxem Verstappenem, který se kvalifikoval jako třetí. Lewis Hamilton vedl z pole position na startu závodu a v průběhu závodu si vybudoval velký náskok. V závěrečných fázích Velké ceny došlo v 50., resp. 52. kole k defektu pneumatik u Valtteri Bottase i Lewise Hamiltona, což způsobilo, že Valtteri Bottas musel do boxů, čímž se propadl na 11. místo. Lewis Hamilton byl nucen s zničenou pneumatikou objet celé závěrečné kolo a jeho náskok na druhé místo se zmenšil z 30 na přibližně 6 sekund, když Lewis Hamilton projel cílem.
Při jubilejní 70. Velké ceně Mercedes v kvalifikaci opět dominoval, Valtteri Bottas dovedl Mercedes k dalšímu uzavření první řady, když Lewise Hamiltona v boji o pole position předstihl o pouhých 0,063 sekundy a Nico Hülkenberga o dalších 0,8 sekundy. Mercedes měl problémy s tempem závodu kvůli vysokým teplotám, které způsobovaly nadměrné opotřebení pneumatik a tvorbu puchýřů na pneumatikách. V důsledku toho se jezdec týmu Red Bull Racing Max Verstappen dokázal dostat do čela závodu a zvítězit. Bylo to poprvé v roce 2020, kdy Mercedes nevyhrál závod.

### Polovina sezóny
Při Velké ceně Španělska pokračovala dominance Mercedesu v kvalifikaci, kde Lewis Hamilton počtvrté za sebou obsadil první řadu a kvalifikoval se o 0,059 sekundy rychleji než Valtteri Bottas, který byl o více než 0,7 sekundy rychlejší než třetí Max Verstappen. V samotném závodě zvítězil Lewis Hamilton, který vedl v každém kole a dojel do cíle s náskokem více než 24 sekund před druhým Maxem Verstappenem. Lewis Hamilton navíc vytvořil i nový rekord Formule 1, když si připsal 156. pódiové umístění v kariéře, čímž překonal Michaela Schumachera v historickém pořadí. Valtteri Bottas odstartoval špatně a v první zatáčce se propadl na čtvrté místo. Přestože se dokázal vzpamatovat a získat zpět třetí místo, Maxe Verstappena se mu nepodařilo předjet a ztratil na něj další body v šampionátu jezdců. Při Velké ceně Belgie Lewis Hamilton vytvořil nový traťový rekord na okruhu Spa-Francorchamps časem 1:41,252 a kvalifikoval se o půl sekundy před týmového kolegu Valtteri Bottase na druhém místě. V závodě si dvojice připsala 1. místo, druhé v sezoně, přičemž Lewis Hamilton vedl od světel až k vlajce a Valtteri Bottas si udržel druhé místo před Max Verstappenem z Red Bullu. Lewis Hamilton zvýšil svůj náskok v šampionátu jezdců na sedmačtyřicet bodů před druhým Maxem Verstappenem a padesát bodů na třetího Bottase. Stejně tak Mercedes zvýšil svůj náskok v šampionátu konstruktérů na osmdesát šest bodů před druhým Red Bull Racing v polovině sezóny fáze sezony.

### Konec sezóny
Lewis Hamilton a Valtteri Bottas se v Bahrajnu opět ocitli v první řadě. Lewis Hamilton potřetí v kariéře vyhrál Velkou cenu Bahrajnu z pole position, ale Valtteri Bottas po defektu pod safety carem dojel osmý. Lewis Hamilton byl nucen vynechat Velkou cenu Sakhiru 2020 po pozitivním testu na koronavirus a pro tento závod ho nahradil jezdec Williamsu a mladý jezdec Mercedesu George Russell. George Russell startoval z druhého místa a vedl po většinu závodu, když na startu předjel Valtteri Bottase, který si vyjel pole position. Při druhé zastávce v boxech se Mercedes dopustil chyby a George Russellovi byly nasazeny Bottasovy pneumatiky, což George Russella donutilo k další zastávce v boxech v následujícím kole, čímž fakticky ukončil své šance na vítězství v závodě. Pozdní defekt pak stál George Russella potenciální pódium a s nejrychlejším kolem dojel devátý. Valtteri Bottas dokončil závod na osmém místě, protože měl v závěru závodu špatný výkon a staré pneumatiky. Lewis Hamilton se vrátil na finále sezony poté, co před Velkou cenou Abú Zabí po boku Valtteri Bottase absolvoval sérii negativních testů na koronavirus, což znamenalo, že se George Russell vrátil do týmu Williams. Jezdci Mercedesu obsadili druhé a třetí místo na startovním roštu za Maxem Verstappenem z Red Bullu a tyto pozice si během závodu udrželi.

## Výsledky v sezóně 2020
| Legenda k tabulce | Legenda k tabulce                                                                       |
| Barva             | Výsledek                                                                                |
| ----------------- | --------------------------------------------------------------------------------------- |
| Zlatá             | Vítěz                                                                                   |
| Stříbrná          | 2. místo                                                                                |
| Bronzová          | 3. místo                                                                                |
| Zelená            | Bodované umístění                                                                       |
| Modrá             | Nebodované umístění                                                                     |
| Modrá             | Dokončil neklasifikován (NC)                                                            |
| Fialová           | Odstoupil (Ret)                                                                         |
| Červená           | Nekvalifikoval se (DNQ)                                                                 |
| Červená           | Nepředkvalifikoval se (DNPQ)                                                            |
| Černá             | Diskvalifikován (DSQ)                                                                   |
| Bílá              | Nestartoval (DNS)                                                                       |
| Bílá              | Závod zrušen (C)                                                                        |
| Světle modrá      | Pouze trénoval (PO)                                                                     |
| Světle modrá      | Páteční testovací jezdec (TD)                                                           |
| Bez barvy         | Netrénoval (DNP)                                                                        |
| Bez barvy         | Vyřazen (EX)                                                                            |
| Bez barvy         | Nepřijel (DNA)                                                                          |
| Bez barvy         | Odvolal účast (WD)                                                                      |
| Bez barvy         | Nezúčastnil se (prázdné)                                                                |
| Označení          | Význam                                                                                  |
| Tučnost           | Pole position                                                                           |
| Kurzíva           | Nejrychlejší kolo                                                                       |
| †                 | Jezdec nedojel do cíle, ale byl klasifikován, protože odjel více než 90 % délky závodu. |
| ‡                 | Byl udělován poloviční počet bodů, protože bylo odjeto méně než 75 % délky závodu.      |
| Horní index       | Umístění bodujících jezdců ve sprintu                                                   |

| Rok  | Šasi            | Motor                       | Pneu | Jezdec          | AUT | STY | HUN | GBR | 70A | ESP | BEL | ITA | TUS | RUS | EIF | POR | EMI | TUR | BHR | SKR | ABU | Body | Umístění |
| ---- | --------------- | --------------------------- | ---- | --------------- | --- | --- | --- | --- | --- | --- | --- | --- | --- | --- | --- | --- | --- | --- | --- | --- | --- | ---- | -------- |
| 2020 | Mercedes F1 W11 | Mercedes-Benz PU106B 1.6 V6 | P    | Lewis Hamilton  | 4   | 1   | 1   | 1   | 2   | 1   | 1   | 7   | 1   | 3   | 1   | 1   | 1   | 1   | 1   |     | 3   | 573  | 1.       |
| 2020 | Mercedes F1 W11 | Mercedes-Benz PU106B 1.6 V6 | P    | Valtteri Bottas | 1   | 2   | 3   | 11  | 3   | 3   | 2   | 5   | 2   | 1   | Ret | 2   | 2   | 14  | 8   | 8   | 2   | 573  | 1.       |
| 2020 | Mercedes F1 W11 | Mercedes-Benz PU106B 1.6 V6 | P    | George Russell  |     |     |     |     |     |     |     |     |     |     |     |     |     |     |     | 9   |     | 573  | 1.       |